# Otto Magnus von Buxhoeveden

Wappen derer von Buxhoeveden

Otto Magnus von Buxhoeveden (* 13. August 1770 in Padel; † 14. Juni 1830 ebenda) war Herr auf Padel und ein deutsch-baltischer Adelsmann auf Ösel. Als Landespolitiker war er von 1803 bis 1813 öselscher Landmarschall.

## Werdegang
Seine militärische Laufbahn begann im Artillerie-Kadettenkorps in Sankt Petersburg. 1790 war er, in schwedischen Diensten stehend, Teilnehmer am schwedisch-russischen Krieg und kommandierte ein Kanonenboot der Skärenflotte. Als Premierleutnant diente er in der Gardeartillerie. Von 1793 bis 1796 diente er in Polen und wurde 1797 zum Kapitän in der Gardeartillerie befördert. Seinen Abschied und damit sein Ende der militärischen Laufbahn nahm er 1798 und kehrte nach Ösel zurück. Er wurde 1802 Besitzer der Landgüter Orriküll, Padel und Feniet auf der estländischen Insel Ösel. Seine politische Karriere begann er als Landrat, von 1808 bis 1813 bekleidete er das Amt des Landmarschalls von Ösel. 1813 übernahm er die Stellung eines residierenden Landrats und wurde Präses des Konsistoriums auf Ösel. Zu späteren Ehren kam er als Ehrenschulinspektor und Oberkirchenvorsteher.

## Herkunft und Familie
Otto Magnus von Buxhoeveden stammte aus dem alt eingesessenen deutsch-baltischen Adelsgeschlecht von Buxhoeveden. Seine Eltern waren der holsteinische Kapitän Heinrich Otto von Buxhoeveden (1741–1775), Herr auf Padel (Ösel) und Hedwig Elisabeth von Weymarn (1746–1808). Der Bruder seines Vaters war der General Friedrich von Buxhoeveden (1750–1811). Otto Magnus heiratete Johanna Christine von Reutern (1778–1837), deren Ehe kinderlos war.